# Бобич, Флориян
Флориян Бобич (сербохорв. Флоријан Бобић, / Florijan Bobić, 1 мая 1913, Горни-Кучан, Вараждин — 29 апреля 1942, Ялковец, Вараджин) — югославский политический деятель, Народный герой Югославии.
Флориян Бобич работал на текстильной фабрике «Тивар» в Вараждине и принимал активное участие в Объединённой рабочем союзе профсоюзов Югославии. Благодаря активному участию в общественной деятельности в 1935 году был принят в Коммунистическую партию Югославии. В первой половине 1937 года стал членом окружного комитета Коммунистической партии Хорватии по Вараждину и Чаковцу, а с лета 1941 года — его секретарём.
Бобич был одним из организаторов восстания в Вараждинской области. Он сражался в составе Калницкого партизанского отряда и погиб в бою с усташами.
20 декабря 1951 года Бобичу посмертно было присвоено звание Народного героя Югославии.